# Rahzel
Rahzel, född Rahzel M. Brown, är en amerikansk musiker. Han är en MC och har specialiserat sig på beatboxing (själv kallar han sig en "röst-percussionist"). Mest känd är han troligtvis genom sitt medlemskap i The Roots. Han är även känd som "the Godfather of Noize".
När Rahzel växte upp i Bronx gick han regelbundet till Grandmaster Flash konserter och senare blev han en roadie åt Ultramagnetic MCs. Han blev också influerad av artister som Doug E. Fresh, Biz Markie, Bobby McFerrin, Buffy of the Fat Boys och Al Jarreau.
Rahzel har utvecklat beatbox-konsten mycket, bland annat genom att göra trumkomp med munnen, samtidigt som han sjunger. Det mest kända exemplet på detta är hans a cappella-framförande av "If Your Mother Only Knew" (en cover på Aaliyahs sång "If Your Girl Only Knew") som cirkulerar flitigt som mp3-fil.
Razhel har också utvecklat ett samarbete med musikern och sångaren Mike Patton under namnet "Patton & Rahzel".
Under det namnet brukar de uppträda tillsammans, men de brukar även gästa varandra på respektives konserter. År 2004, var Rahzel, Patton och andra vokalartister med och spelade in Björks album Medúlla.
1999 släppte Rahzel sitt första album, Make The Music 2000 på skivbolaget MCA och 2004 kom uppföljaren, albumet Rahzel's Greatest Knockouts denna gång på Sureshot Recordings och med många andra artister medverkande.